# Marc Theis

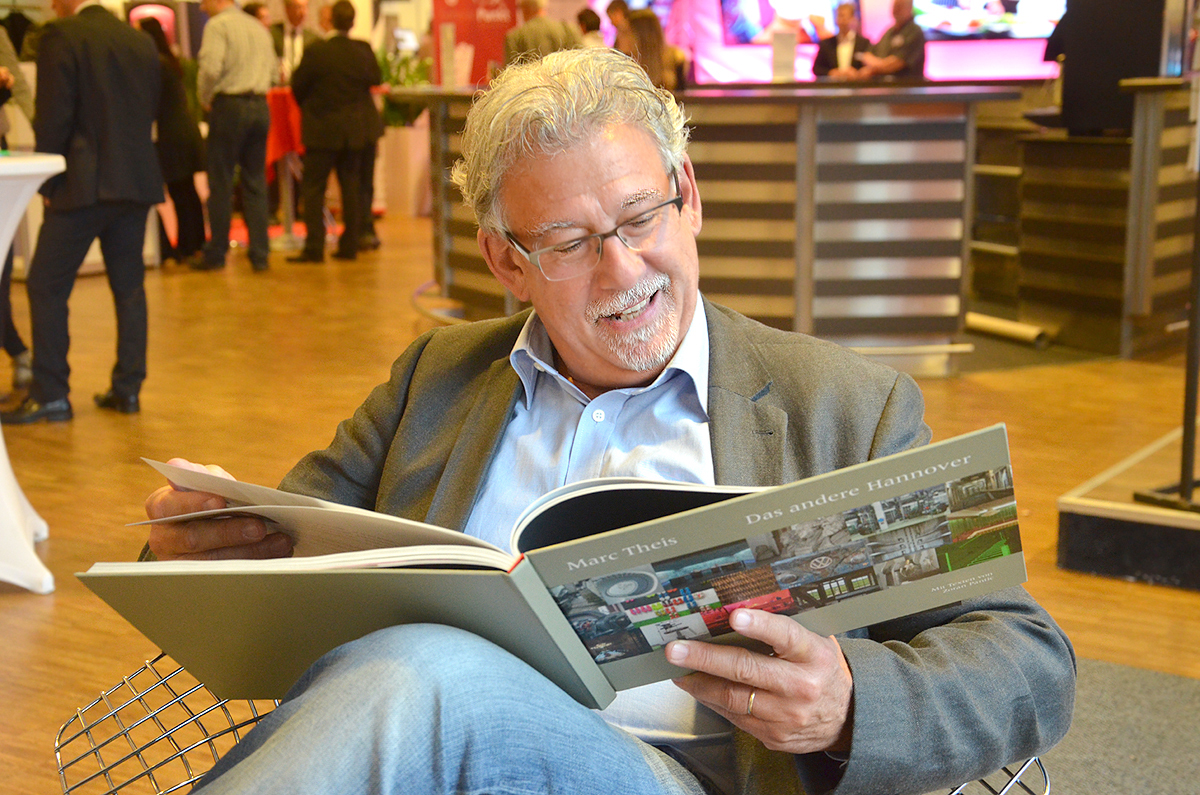
Marc Theis beim Betrachten seines neuesten Fotobuches;
2015 auf der Wirtschaftsmesse Hannover in der HDI-Arena

Marc Theis (* 18. April 1953 in Luxemburg) ist ein Luxemburger Künstler, Fotograf und Sachbuch-Autor. Er lebt seit über 35 Jahren in Hannover.

## Leben

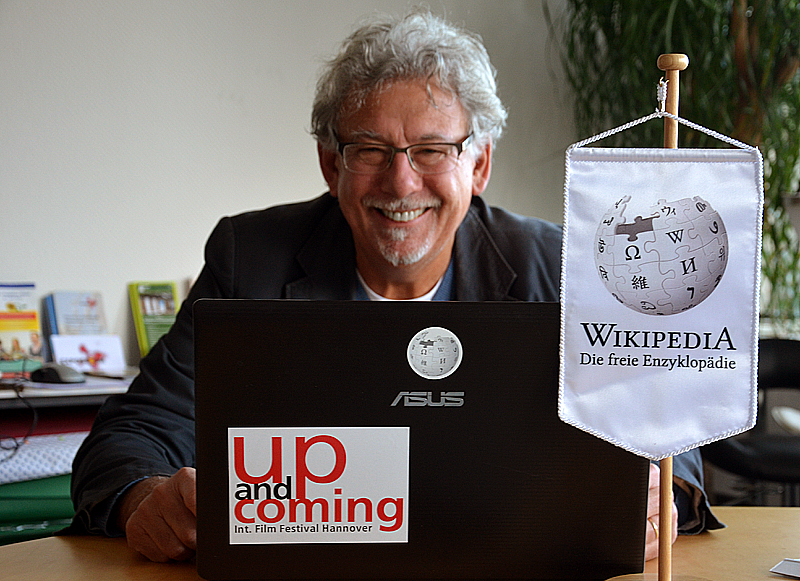
Marc Theis 2015 hinter einem Rechner

Marc Theis verbrachte einen Teil seiner Kindheit im französischen Metz und kehrte schließlich nach Luxemburg zurück, um an der Fachhochschule in Luxemburg-Stadt Dekorateur und Schriftenmaler zu lernen. Nach seinem Abschluss 1971 ging Marc Theis nach Stuttgart an die Adolf Lazi Fotoschule, anschließend studierte er an der Staatlichen Akademie der Bildenden Künste Werbegrafik. Im Alter von 23 Jahren kam Marc Theis nach Hannover, arbeitete zunächst als Fotograf an der Medizinischen Hochschule, schloss dann 1979 in Hannover sein Studium zum Dipl. Grafik-Designer ab und arbeitete fünf Jahre lang in der Werbeabteilung des Reisekonzerns TUI.
Seit 1983 ist er selbständiger Fotograf. Zu seinen langjährigen Kunden zählen zahlreiche weltweit tätige Unternehmen. Theis hat zahlreiche Preise und Auszeichnungen erhalten, darunter die Goldmedaille im weltweiten Nikon-Contest. 1994 Ernennung zum „Chevalier de l´Ordre de Mérite du Grand-Duché de Luxembourg“. Er hat 7 Foto-Bildbände herausgegeben und 17 Kalender veröffentlicht. Seine Arbeiten werden im In- und Ausland ausgestellt. Der Luxemburger Fotokünstler Marc Theis begleitet seit Jahren mit seinen besonderen Bildern den Weg verschiedener internationaler Künstler aus der Musik- und Variété Szene, aber auch berühmte Schauspieler, Kunstmaler und erfolgreiche Sportler lassen sich von Marc Theis immer wieder gerne neu in Szene setzen.

## Ausstellungen
- 2017: Stadt im Bild – verborgene Orte in Hannover und Braunschweig, Museum für Photographie Braunschweig

## Veröffentlichungen (Auswahl)
- Vor Hannovers Toren: lebens- und liebenswerte Ansichten: Scherrer, Hannover 1985, ISBN 978-3-921919-01-9
- Rock 'n' Roll forever. Grosser & Stein, Pforzheim 2010, ISBN 978-3-86860-074-2
- Lost in time/Marc Theis. Peperoni Books, Berlin 2011, ISBN 978-3-941825-28-4
- mit Ronald Clark: Großer Garten Herrenhausen. Quensen Verlag, Hannover 2018, ISBN 978-3-922805-16-8
- mit Britta Lüers, Zoran Pantic: Hinter der Maske: Fotografien und Bekenntnisse. QUBUS media, Hannover 2020, ISBN 978-3-89384-052-6
- mit Bülent Gündüz: Das Saarland: besondere Orte und ihre Geschichten. Vice Versa Verlag, Berlin 2021, ISBN 978-3-932809-86-6

## Belege
1. ↑  Marc Theis, Daria Kupka-Simon, Christian Schlegel: Mobile Beauties. Lost in Time, Hrsg.: Ars Cravovia Calerie, groupa tomami, Krakau: Ars Cravovia, 2013, ISBN 978-83-63873-02-8, S. 3. u.ö.

| Personendaten    | Personendaten                                        |
| ---------------- | ---------------------------------------------------- |
| NAME             | Theis, Marc                                          |
| KURZBESCHREIBUNG | luxemburgischer Künstler, Fotograf und Sachbuchautor |
| GEBURTSDATUM     | 18. April 1953                                       |
| GEBURTSORT       | Luxemburg                                            |